# Alain-Fournier
Alain-Fournier, pseudonimo di Henri Alban Fournier (La Chapelle-d'Angillon, 3 ottobre 1886 – Les Éparges, 22 settembre 1914), è stato uno scrittore francese, morto all'età di ventisette anni dopo aver scritto un solo romanzo, Il grande Meaulnes.

## Biografia
Figlio di insegnanti, trascorse l'infanzia in Sologne e nel Basso Berry. Fino al 1898 studiò alla scuola di Épineuil-le-Fleuriel, dove insegnava suo padre, per poi entrare come convittore al Liceo Voltaire di Parigi. Nel 1901, intenzionato a entrare all'École Navale, passò al Liceo di Brest, ma rinunciò presto all'idea. Conseguito il "baccalauréat" al liceo di Bourges, nel 1903, si iscrisse al liceo Lakanal, a Sceaux, vicino a Parigi, per preparare il concorso di ammissione all'École normale supérieure, che però non riuscì a superare. In questo periodo strinse una profonda amicizia con Jacques Rivière, che sposò Isabelle Fournier, sorella minore dell'amico, nel 1909.
Nel giugno 1905, durante una breve passeggiata sui moli della Senna, Alain-Fournier incontrò Yvonne de Quiévrecourt, il primo grande amore della sua vita, dal quale trasse ispirazione per creare il personaggio di Yvonne de Galais ne Le Grand Meaulnes, il suo unico romanzo. L'avrebbe ritrovata soltanto otto anni più tardi, oramai sposata e madre di due figli. 
Dopo aver fallito ancora una volta, nel 1907, l'esame di ammissione all'École Normale Supérieure, dal 1908 al 1909 prestò servizio militare. Tornato a Parigi nel 1910, ottenne un posto di redattore al Paris-Journal. Qui incontrò André Gide e Paul Claudel.
Lasciata la redazione del Paris-Journal nel 1912, egli divenne segretario del politico Casimir-Perier. In questo periodo, Alain-Fournier lavorò al suo romanzo, Le Grand Meaulnes, ispirato da ricordi autobiografici. Il romanzo, la delicata e poetica rievocazione dell'adolescenza di François Seurel, il giovane protagonista, e della campagna francese, fu pubblicato a puntate nel 1913 sulla Nouvelle Revue Française e quindi in volume presso l'editore Émile-Paul Frères. Le Grand Meaulnes fu selezionato per concorrere al prestigioso Premio Goncourt. Nel 1914 Alain-Fournier si accinse a scrivere un lavoro teatrale, La maison dans la forêt e un secondo romanzo, Colombe Blanchet, che rimasero incompiuti.

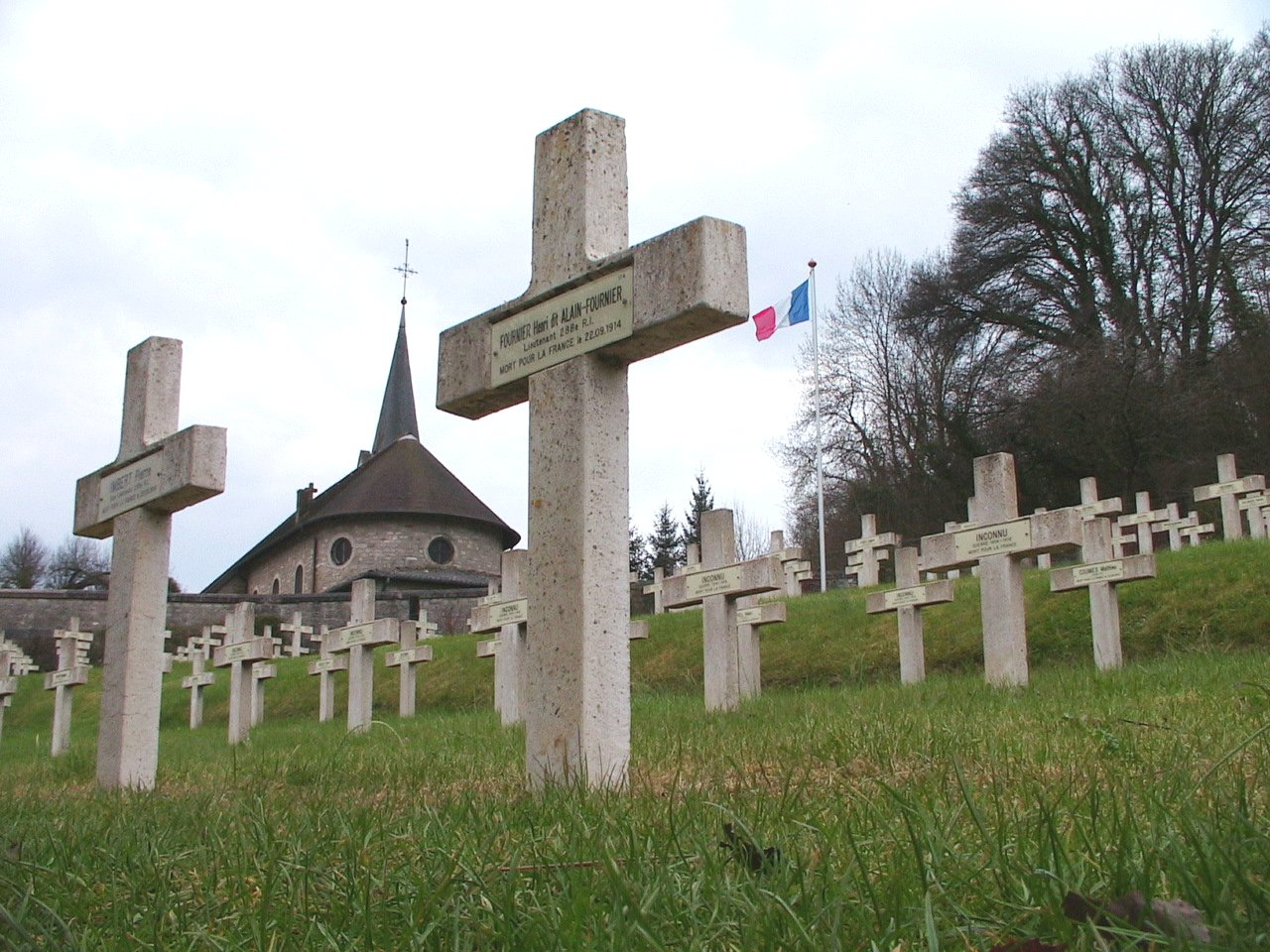
La tomba di Alain-Fournier

Nell'agosto 1914 si unì all'esercito francese come tenente della riserva e partì per il fronte col 288º Reggimento di fanteria. Venne dato per disperso in battaglia, assieme a 21 compagni della sua guarnigione, a Les Éparges nei pressi di Verdun (Mosa) il 22 settembre 1914, nei primi combattimenti della prima guerra mondiale. Morto a 27 anni, il corpo rimase non identificato fino al 2 maggio 1991, ritrovato in una fossa comune scavata dai tedeschi, ad alcune centinaia di metri dalla Tranchée de Calonne, strada che unisce Verdun e Hattonchâtel. Alain-Fournier riposa oggi nel cimitero militare di Saint-Remy-la-Calonne.

## Opere
Gran parte degli scritti di Alain-Fournier vennero pubblicati postumi: Les Miracles (un volume di poesie e saggi) nel 1924, la sua corrispondenza con l'amico Jacques Rivière, scrittore, critico letterario e cognato, nel 1926; le sue lettere alla famiglia uscirono nel 1930.
Nel 1957 Pauline Benda (a teatro «Madame Simone») rivelò la relazione che ebbe con lo scrittore quando questi era segretario di suo marito Claude Casimir-Perier. La loro corrispondenza è stata pubblicata nel 1992.
- 1913: Le Grand Meaulnes (pubblicato da luglio a novembre nella Nouvelle Revue Française e presso Émile-Paul Frères nello stesso anno)
- 1924: Miracles, (poesie e novelle raccolte da Jacques Rivière)
- 1926: Correspondance avec Jacques Rivière, 4 voll., raccolti da Isabelle Rivière, Gallimard, 1926-1928; riedito in 2 voll., 1947; ed. riveduta e ampliata, 2 voll., curata da Alain Rivière e Pierre de Gaulmyn, Fayard, 1991.
- 1929: Lettres à sa famille (1905-1914); riedizione completata col titolo Lettres à sa famille et à quelques autres, a cura di Alain Rivière, Fayard, 1991.
- 1930: Lettres au petit B. (il « petit B. » è René Bichet, poeta, compagno del liceo Lakanal, amico d’Alain-Fournier e di Jacques Rivière); riedizione completa, a cura di Alain Rivière, Fayard, 1986.
- 1944: La Femme empoisonnée, A.A.M. Stols.
- 1949: Lettres d'Alain-Fournier à sa famille (1898 - 1914), Émile-Paul Frères
- 1973 : Charles Péguy – Alain-Fournier, Correspondance, Paysages d’une amitié, présentée par Yves Rey-Herme, rieditato e completato, Fayard, 1990.
- 1986 : La peinture, le cœur et l’esprit. Correspondance inédite (1907-1924), André Lhote, Alain-Fournier, Jacques Rivière (William Blake & Co).
- 1990 : Colombe Blanchet – Esquisses d’un second roman inédit. Transcription d’un manuscrit de 133 pages éparses (esquisses et brouillons, notes préparatoires, Le Cherche Midi, 1990.
- 1992 : Alain-Fournier - Madame Simone, Correspondance, 1912-1914, édition établie, préfacée et annotée par Claude Sicard, Paris, Fayard, 4 novembre 1992, pp.346, ISBN 978-2-213-02998-6.
- 1994 : Alain-Fournier Destins inachevés (Royer saga lettres éditions), ISBN 2-908670-21-6.
- 2014 : Alain-Fournier et Ariane Charton (préface et annotations), Lettres à Jeanne, coll. « Le Petit Mercure », Paris, Mercure de France, 2014, ISBN 978-2-715-23523-6, pp.102.
- 2020 : Le Grand Meaulnes suivi de Choix de lettres, de documents et d'esquisses, Paris, Bibliothèque de la Pléiade, Paris, Gallimard, 2020, ISBN 978-20-727-1332-3, pp.640.

### Influssi biografici
Fournier mise più volte elementi autobiografici. Ad esempio, Il grande Meaulnes nacque in parte anche come una sorta di rievocazione letteraria di una sua esperienza, che egli rielaborò nella narrazione. Egli una volta vide casualmente ed ebbe un colpo di fulmine per una splendida ragazza sconosciuta (Yvonne de Quiévrecourt), la seguì senza farsi notare, e scoprì dove abitava. Tempo dopo la seguì ancora e, in una breve conversazione, trovò il coraggio di parlarle dei suoi sentimenti; al momento di congedarsi, la ragazza gli chiese però di non seguirla più. Egli si attenne al suo desiderio, salvo scoprire molto tempo dopo che la ragazza, già fidanzata, si era sposata.